# Endochironomus
Endochironomus is een muggengeslacht uit de familie van de Dansmuggen (Chironomidae).

## Soorten
- E. albipennis (Meigen, 1830)
- E. nigricans (Johannsen, 1905)
- E. oldenbergi Goetghebuer, 1932
- E. stackelbergi Goetghebuer, 1935
- E. subtendens (Townes, 1945)
- E. tendens (Fabricius, 1775)